# Princes Arcade

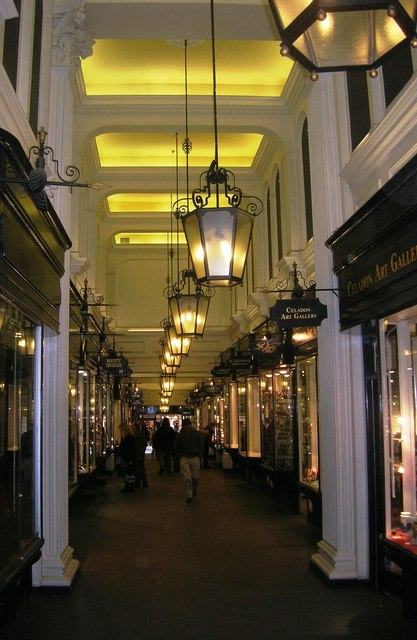
Vue de l'arcade de Piccadilly en 2007

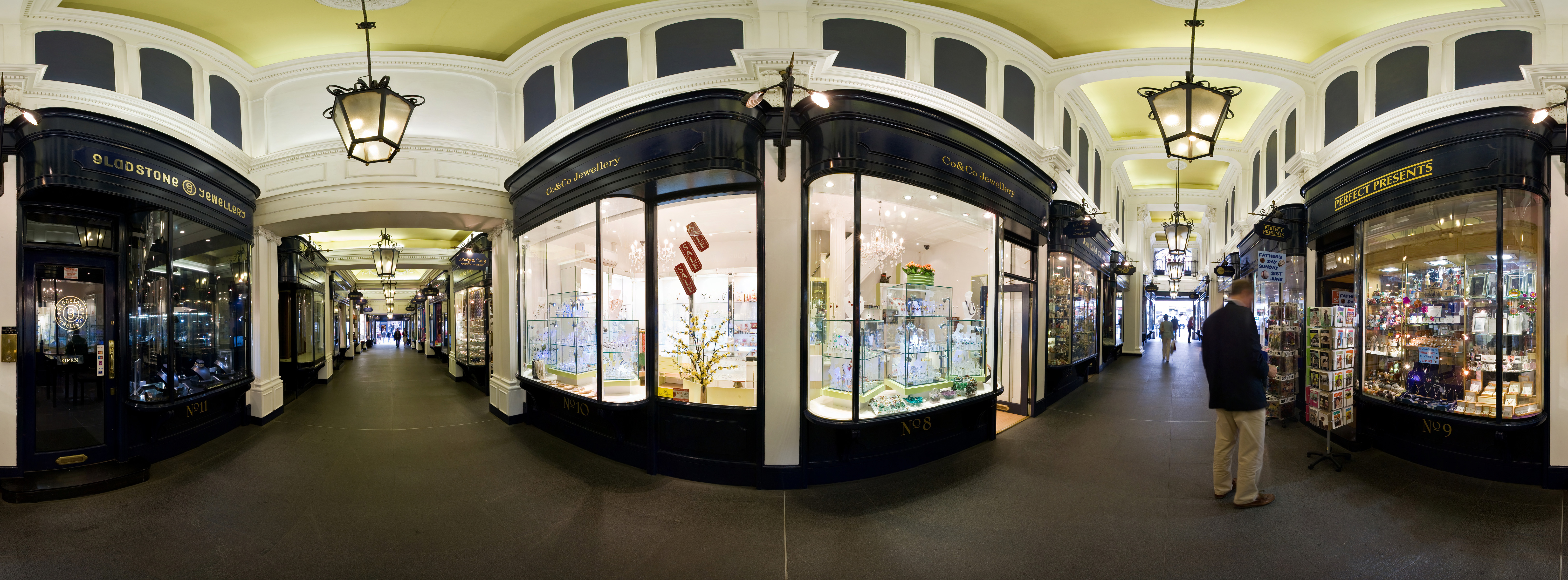
360

Princes Arcade est une galerie de boutiques qui s'étend entre Piccadilly et Jermyn Street dans le centre de Londres. Il abrite un certain nombre de petites boutiques et boutiques de vêtements pour hommes . 
L'arcade est située sur le site de l'ancien hôtel Princes, conçu par Edward Robert Robson pour le Royal Institute of Painters in Water Colours et ouvert en avril 1883. Une extension vers l'ouest de l'hôtel a été construite entre 1911 et 1913, aujourd'hui aux numéros 39-40 Jermyn Street. L'arcade a été construite entre 1929 et 1933, reliant les deux rues. L'hôtel a ensuite été transformé en bureaux ,. 
L'arcade a été rénovée par le Crown Estate en 2018 comme "un espace pour des marques de vente au détail innovantes" .

## Voir également
- Piccadilly Arcade - arcade à proximité allant également de Piccadilly à Jermyn Street
- Burlington Arcade - arcade sur le côté opposé de Piccadilly